# 메탈 - 헤드벵어의 여정
메탈 - 헤드벵어의 여정(Metal: A Headbanger's Journey)은 캐나다에서 제작된 제시카 조이 와이즈 감독의 2005년 다큐멘터리 영화이다. 톰 아라야 등이 주연으로 출연하였고 샘 던 등이 제작에 참여하였다.

## 출연

### 주연
- 톰 아라야
- 앨리스 쿠퍼

### 조연
- 브루스 디킨슨
- 로니 제임스 디오
- 안젤라 고소우
- 게디 리
- 레미
- 톰 모렐로
- 디 스나이더
- 롭 좀비